# Martin Stranzl
Martin Stranzl (Németújvár, 1980. június 16. –) osztrák labdarúgó, a német Borussia Mönchengladbach korábbi csapatkapitánya és labdarúgója.

## Fiatalon
6 évesen csatlakozott szülővárosa csapatához az SV Güssing-hez. Az U8-as csapatban játszott.
17 évesen az 1860 München csapatába igazolt Király Gábor csapatához. Csapattársa is volt.

## Külső hivatkozások
- Transfermarkt profil
- Soccerfame profil
- Sporthiradó adatlap